# Alfred Wünnenberg

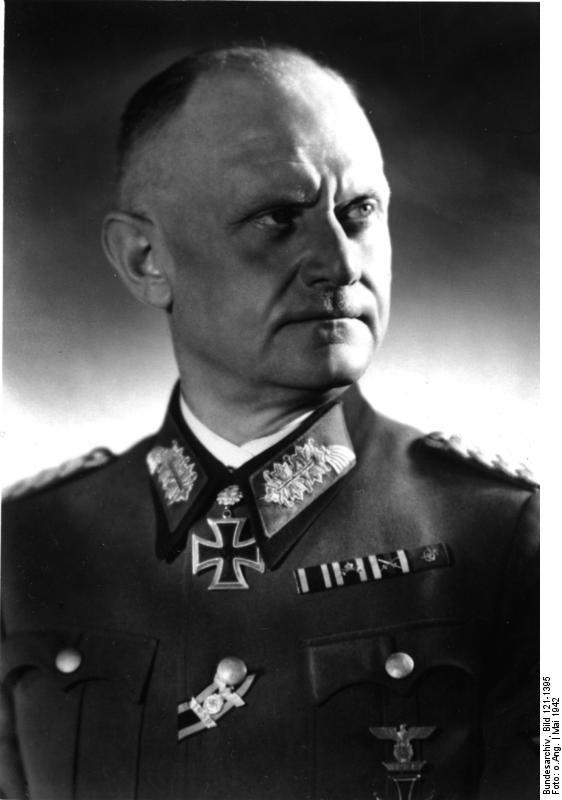
Alfred Wünnenberg (1942)

Alfred Bernhard Julius Ernst Wünnenberg (* 20. Juli 1891 in Saarburg, Elsaß-Lothringen; † 30. Dezember 1963 in Krefeld) war ein deutscher Offizier und im nationalsozialistischen Deutschen Reich zuletzt SS-Obergruppenführer und General der Waffen-SS und Polizei.

## Leben
Wünnenberg trat am 25. Februar 1913 als Fahnenjunker in das Infanterie-Regiment Nr. 56 der preußischen Armee ein. Im Ersten Weltkrieg wurde Wünnenberg an der Westfront im September 1914 und 1915 an der Ostfront (bereits als Kompaniechef) verwundet. Ab Juni 1916 erhielt er eine Flugzeugführer-Ausbildung und wurde im August 1917 als Aufklärungsflieger der Feld-Flieger-Abteilung 47 unterstellt.
Nach Ende des Ersten Weltkriegs trat Wünnenberg im April 1919 dem Grenzschutz Ost sowie im Oktober 1919 einem Freikorps in Oberschlesien bei. Nach seiner Beförderung zum Hauptmann verließ er die Armee schließlich im September 1920 und wurde als Oberleutnant in die Preußische Schutzpolizei übernommen.
Im April 1920 erhielt er einen Posten als Hunde-Zugführer an der Höheren Polizeischule in Essen und wurde von Februar 1920 bis April 1921 als Ausbilder an die Höhere Polizeischule Potsdam-Eiche versetzt. Anschließend kehrte er Anfang Mai 1921 als Hunde-Ausbilder an die Polizeischule Essen zurück und war bis Februar 1924 Kommandeur der Polizeihund-Einheit. Es folgten weitere Verwendungen an der Polizeischule Krefeld und von 1926 bis 1928 an der Polizeischule Köln, wo er ab Mai 1928 der Polizei-Verwaltung angehörte. Anschließend wurde er Ausbilder im Polizei-Institut Charlottenburg. 1929 heiratete er und wurde Vater einer Tochter. Es folgte eine Versetzung zur Polizei-Inspektion nach Hindenburg bis Ende Juli 1933. Zwischenzeitlich war er am 1. Mai 1933 der NSDAP (Mitgliedsnummer 2.222.600) beigetreten.
Ab August 1933 kommandierte er die Schutzpolizei in Beuthen, ab Mai 1934 in Gleiwitz, ab Februar 1935 in Saarbrücken, ab Oktober 1937 in Bremen und ab Oktober 1937 in Mannheim. Im Dezember 1938 wechselte er als in den Stab des Inspekteurs der Ordnungspolizei Stuttgart.
Wünnenberg trat der SS bei (SS-Nr. 405.898) und wurde am 2. Oktober 1939 Kommandeur des Polizei-Schützen-Regiments 3 der Polizei-Division. Im Zuge der Dienstgradangleichung erhielt er den Rang eines SS-Standartenführers. Mit diesem Regiment nahm er am Westfeldzug und am Überfall auf die Sowjetunion 1941 teil. Für seinen Einsatz wurde er am 15. November 1941 mit dem Ritterkreuz des Eisernen Kreuzes ausgezeichnet.
Am 15. Dezember 1941 übernahm er das Kommando über die Polizei-Division von Walter Krüger. Als Anerkennung für die schweren Kämpfe seiner Einheit erhielt Wünnenberg am 23. April 1942 als Generalmajor der Polizei und SS-Brigadeführer  das Eichenlaub zum Ritterkreuz verliehen.
Am 10. Juni 1943 wurde er abgelöst und wechselte mit Wirkung vom 1. Juni 1943 als Kommandierender General zum IV. SS-Panzerkorps. Am 31. August 1943 wurde er Nachfolger von Kurt Daluege, Chef des Hauptamtes der Ordnungspolizei. In diesem Amt verblieb er bis Kriegsende. 
In den letzten Kriegstagen flüchtete er über die Rattenlinie Nord nach Flensburg. Nach dem Krieg wurde Wünnenberg 1946 in Dachau interniert, kam jedoch im folgenden Jahr wieder frei. Er verstarb am 30. Dezember 1963 in Krefeld.

## Auszeichnungen
- Eisernes Kreuz (1914) II. und I. Klasse
- Verwundetenabzeichen (1918) in Gold
- Spange zum Eisernen Kreuz II. und I. Klasse
- Medaille Winterschlacht im Osten 1941/42
- Ritterkreuz des Eisernen Kreuzes mit Eichenlaub[5]
  - Ritterkreuz am 15. November 1941
  - Eichenlaub am 23. April 1942 (91. Verleihung)
- Ehrendegen des Reichsführers SS
- Totenkopfring der SS